# Кроноцкий залив
Кроно́цкий залив — залив Тихого океана, находится на восточном берегу полуострова Камчатка между Шипунским полуостровом и Кроноцким полуостровом, второй крупный залив в направлении от Петропавловска-Камчатского. В залив впадает река Половинка.
Длина 68,5 км. Ширина у входа 231 км. Глубины до 1500 м. Берега низменные, местами обрывистые. Приливы смешанные, их величина около 2 м. Залив зимой замерзает.
Кроноцкий залив известен русским поселенцам с начала XVIII века и первоначально назывался Бобровое море — по обилию морского бобра (калана), к концу века полностью истреблённого. Современное название дано по крупнейшей впадающей реке.
Расположенный в заливе мыс Козлова был обследован в 1835 году штабс-капитаном Корпуса флотских штурманов Скрыповым и тогда же назван по фамилии последнего начальника лоцманской службы в Охотске Козлова, служившего там до 1833 года.